# 克莱蒙费朗国立高等建筑学校
克莱蒙费朗国立高等建筑学校（法語：École nationale supérieure d'architecture de Clermont-Ferrand）是法国克莱蒙费朗的一所建筑学校。学校隶属于法国文化部，是法国20所公立建筑学校之一。

## 历史
学校始建于1970年。自2015年九月开学，学校搬入克莱蒙费朗北部由建筑师Dominique Lyon et Pierre Du Besset重新修复的原萨布林医院的建筑。

## 教学
学校与克莱蒙费朗Polytech合作的工程师-建筑师双文凭项目。学校也有和克莱蒙-奥弗涅大学联合授予的建筑师文凭-STRATAM中小城市整治战略硕士双文凭项目。

## 外部連結
- 官方网站